# Calliandra bahiana
Calliandra bahiana es una especie americana perteneciente a la subfamilia de las Mimosóideas dentro de las leguminosas (Fabaceae).

## Distribución
Es originaria de Brasil donde se encuentra en la Caatinga, distribuida por Bahía (Brasil).

## Taxonomía
Calliandra bahiana fue descrita por  Stephen Andrew Renvoize  y publicado en Kew Bulletin 36(1): 69, f. 5B–C. 1981. 
Etimología
Calliandra: nombre genérico derivado del griego kalli = "hermoso" y andros = "masculino", refiriéndose a sus estambres bellamente coloreados.
bahiana: epíteto geográfico que alude a su localización en Bahía.	